# Henri Vandenabeele
Henri Vandenabeele (Deinze, 15 de abril de 2000) es un ciclista belga miembro del equipo Lotto Cycling Team.

## Biografía
En 2018 finalizó segundo en el Tour de Valromey, tras vestir el maillot de líder. Al año siguiente, abandonó la categoría júnior (sub-19) y se incorporó al equipo Lotto-Soudal U23. Buen escalador, en particular terminó octavo en una etapa de montaña en el Tour de Alsacia.
En 2020 se destacó en las carreras por etapas del calendario internacional de categorías inferiores, luego de la pandemia de COVID-19. Terminó segundo en el Giro de Italia sub-23 y luego en la Ronde d'Isard, mientras ganaba una etapa en el Hospice de France.

## Palmarés
2020
- 1 etapa de la Ronde d'Isard

## Resultados en Grandes Vueltas
| Carrera | Carrera         | 2021 | 2022 | 2023 | 2024 |
| ------- | --------------- | ---- | ---- | ---- | ---- |
|         | Giro de Italia  | —    | —    | —    | —    |
|         | Tour de Francia | —    | —    | —    | —    |
|         | Vuelta a España | —    | Ab.  | —    | —    |

—: no participa

Ab.: abandono

## Equipos
- Development Team DSM (2021)
- DSM (2022-2023)
  - Team DSM (2022-2023)[7]
  - Team dsm-firmenich (2023)
- Lotto (2024-)
  - Lotto Dstny (2024)
  - Lotto Cycling Team (2025-)